# Wolfgang Hörl
Wolfgang Hörl (* 30. Oktober 1983 in Saalfelden) ist ein ehemaliger österreichischer Skirennläufer. Er gehörte dem A-Kader des Österreichischen Skiverbandes an und war auf die Disziplin Slalom spezialisiert.

## Biografie
Hörl besuchte den Alpinen Zweig der Hauptschule Zell am See und von 1998 bis 2002 die Skihandelsschule in Schladming. Nach Erreichen des Alterslimits nahm Hörl ab der Saison 1998/1999 an FIS-Rennen teil. Am Ende des nächsten Winters erlitt er in der Abfahrt der österreichischen Meisterschaften in Zauchensee einen Kreuzbandriss. Der zweite Kreuzbandriss folgte im Jänner 2001 bei einem FIS-Slalom am Hochkar. Zunehmend konzentrierte er sich ausschließlich auf die technischen Disziplinen Slalom und Riesenslalom. In der Saison 2001/2002 gelangen Hörl zunächst die ersten Podestplätze in FIS-Rennen, ehe er Anfang Februar in seiner Altersklasse Jugend II Österreichischer Jugendmeister im Slalom wurde. Im selben Monat kam er zu ersten Starts im Europacup, denen die ersten Siege in FIS-Rennen folgten. Er wurde für die Juniorenweltmeisterschaften 2002 in Sella Nevea nominiert, bei der er nur im Slalom startete und bereits im ersten Durchgang ausschied. Seiner Aufnahme in den Kader des Österreichischen Skiverbandes (ÖSV) folgte die Teilnahme an den Juniorenweltmeisterschaften 2003 in Hautes-Alpes. Er wurde Siebter im Riesenslalom, schied aber im Slalom erneut aus. Ende 2003 erkrankte Hörl am Pfeifferschen Drüsenfieber, worauf er im folgenden Winter nicht die erforderlichen Leistungen erbrachte und 2004 seinen Platz im ÖSV-Kader verlor.
Nach guten Platzierungen bei FIS-Rennen und im Europacup gelang Hörl 2006 die Rückkehr in den ÖSV-Kader. Am Ende der Saison 2006/07 erreichte er zunächst mit dem dritten Platz im Riesenslalom von Hermagor seinen ersten Podestplatz im Europacup und am 15. März 2007 den ersten Sieg im Slalom von Madesimo/Campodolcino. Sein Debüt im Weltcup gab der damals bereits 24-Jährige am 20. Jänner 2008 im Slalom der Hahnenkammrennen in Kitzbühel, wo er mit Platz 20 auf Anhieb Weltcuppunkte gewann. Zwei Tage später belegte er Rang 16 im Nachtslalom auf der Schladminger Planai. Am Ende des Monats gewann der Zollbeamte als erster Österreicher die internationale Zollmeisterschaften der alpinen Skiläufer. 2008 stieg Hörl in den A-Kader des ÖSV auf, dem er seither angehört. In den nächsten Jahren fuhr er im Weltcup mehrmals unter die besten 15, der Durchbruch an die absolute Weltspitze gelang ihm aber bisher nicht. Daneben kommt er weiterhin im Europacup zum Einsatz. Im Weltcup bestritt Hörl im Gegensatz zum Europacup von Beginn an nur Slalomrennen, doch auch im Europacup startet er seit 2009 nur noch in dieser Disziplin.
Die Weltcupsaison 2008/09 war zunächst Hörls erfolgreichste. Er fuhr in vier Slaloms unter die schnellsten 15 und erreichte mit dem zwölften Platz am Ganslernhang in Kitzbühel sein vorläufig bestes Weltcupergebnis. Im Slalomweltcup belegte er Rang 23. In den nächsten beiden Jahren waren Top-20-Platzierungen die Ausnahme und Hörl fiel im Slalomweltcup deutlich zurück. Dennoch qualifizierte er sich für die Weltmeisterschaften 2011 in Garmisch-Partenkirchen, wo er nach Platz 18 im ersten Durchgang im zweiten Lauf ausschied. In der Saison 2011/12 verbesserten sich Hörls Ergebnisse wieder. Er egalisierte zunächst mit Rang zwölf im Auftaktslalom von Beaver Creek sein bisheriges Weltcup-Bestresultat und fuhr am 22. Jänner 2012 mit Laufbestzeit im zweiten Durchgang auf den achten Platz in Kitzbühel, womit er erstmals ein Top-10-Ergebnis im Weltcup erreichte. Den Slalomweltcup beendete er auf Rang 27.
In der Saison 2012/13 fuhr Hörl als Neunter des Slaloms von Val-d’Isère und des City Events von Moskau weitere zwei Mal in Weltcuprennen unter die besten zehn. Am 3. Juni 2016 erklärte der 33-Jährige seinen Rücktritt vom aktiven Skirennsport.

## Erfolge

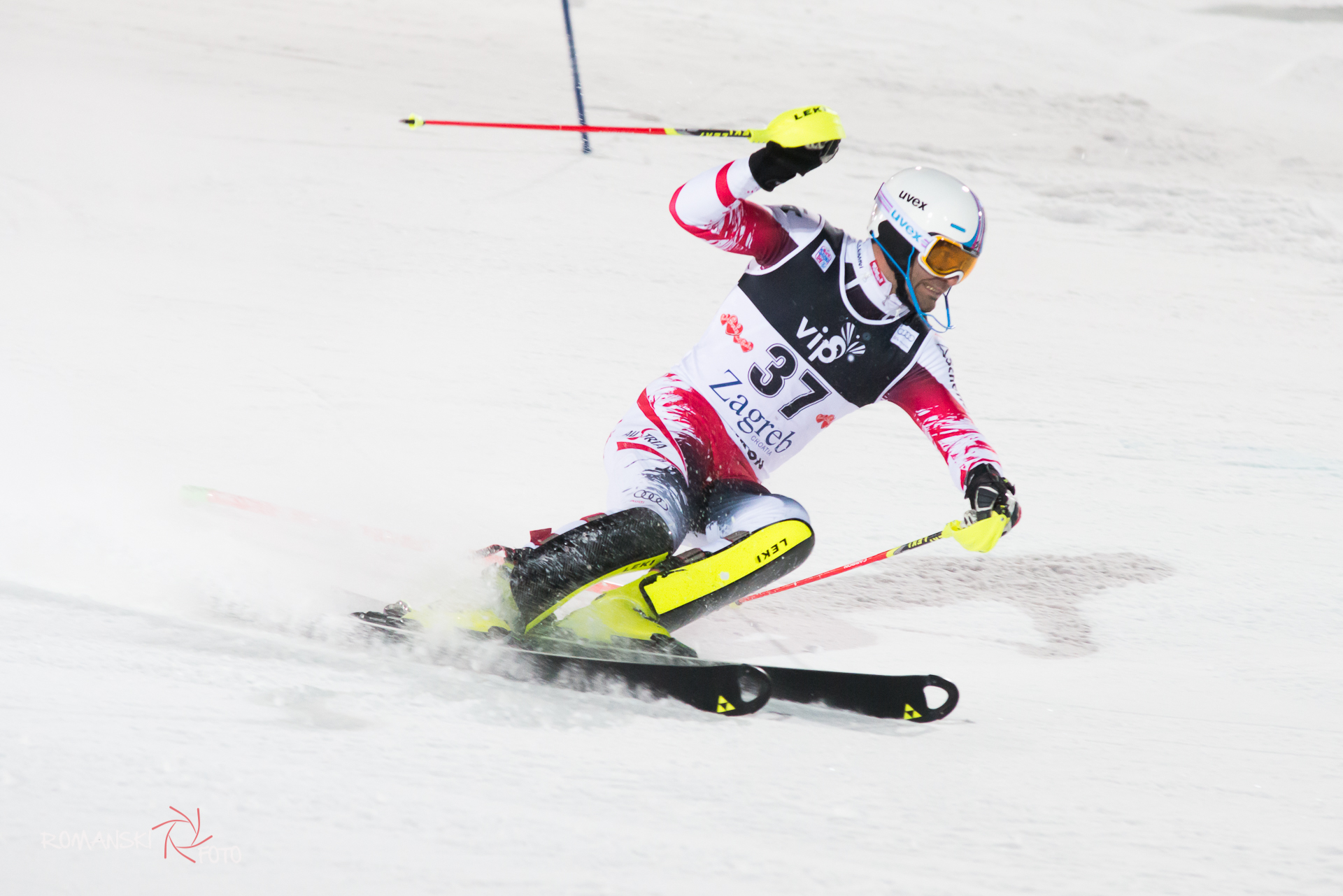
Wolfgang Hörl beim Weltcupslalom in Zagreb 2015

### Weltcup
- 3 Platzierungen unter den besten zehn

### Weltcupwertungen
| Saison  | Gesamt | Gesamt | Slalom | Slalom | City Event | City Event |
| Saison  | Platz  | Punkte | Platz  | Punkte | Platz      | Punkte     |
| ------- | ------ | ------ | ------ | ------ | ---------- | ---------- |
| 2007/08 | 79.    | 67     | 30.    | 67     | -          | -          |
| 2008/09 | 68.    | 94     | 23.    | 94     | -          | -          |
| 2009/10 | 92.    | 42     | 32.    | 42     | -          | -          |
| 2010/11 | 124.   | 19     | 45.    | 19     | -          | -          |
| 2011/12 | 70.    | 100    | 27.    | 100    | -          | -          |
| 2012/13 | 80.    | 60     | 28.    | 60     | 13.*       | 15*        |
| 2013/14 | 95.    | 36     | 35.    | 36     | -          | -          |
| 2014/15 | 110.   | 29     | 38.    | 29     | -          | -          |

* zählte zum Slalom-Weltcup

### Europacup
- Saison 2006/07: 7. Slalomwertung
- Saison 2010/11: 3. Slalomwertung
- Saison 2012/13: 9. Slalomwertung
- 9 Podestplätze, davon 2 Siege:

| Datum             | Ort                   | Land    | Disziplin |
| ----------------- | --------------------- | ------- | --------- |
| 15. März 2007     | Madesimo/Campodolcino | Italien | Slalom    |
| 20. Dezember 2012 | Zuoz                  | Schweiz | Slalom    |

### Juniorenweltmeisterschaften
- Serre Chevalier 2003: 7. Slalom

### Weitere Erfolge
- Österreichischer Meister im Slalom 2013
- 12 Siege in FIS-Rennen
- Sieg im Slalom der Internationalen Zollmeisterschaft 2008 in Alpe di Pampeago